# Bulu Gading
Bulu Gading is een bestuurslaag in het regentschap Tapanuli Selatan van de provincie Noord-Sumatra, Indonesië. Bulu Gading telt 554 inwoners (volkstelling 2010).